# ガーディアン・ガーデン 〜護り人の庭〜
『ガーディアン・ガーデン 〜護り人の庭〜』（ガーディアン・ガーデン もりびとのにわ）は、壱河柳乃助による日本の漫画作品。スクウェア・エニックスのウェブコミック配信サイト『ガンガンONLINE』2011年7月7日更新分から2012年8月30日更新分まで毎月第1週更新で連載された。スクウェア・エニックス毎週新連載プロジェクト16（1stシーズン）第1弾作品。

## 単行本
1. 2011年12月22日 ISBN 978-4-7575-3447-6